# Говеђи језик
Говеђи језик или  (лат. Fistulina hepatica) како му и само име говори на први поглед наликује свежем месу односно црвенкасте је боје. Позната је у нашем народу па се у зависности од дела земље назива још и јетрењача, воловски језик или вуково месо. Живи на широком подручју од Аустралије, преко Азије, Европе и у Северној Америци.Паразит је. Расте од лета до касне јесени или ређе почетка зиме углавном на живим стаблима храста, али се може пронаћи и на другом листопадном дрвећу попут кестена.

## Опис плодног тела
Плодно тело је у облику шешира који је меснат и помало наликује на језик. Гледајући са горње стране раван, лепезастог је облика, а често је више шешира у букету, близу или спојено једно са другим. Месо је на пресеку шарено (црвено са белим пегама), влакнасто, киселог укуса и умереног до јаког неодређеног мириса. АКо се свежа засече убрзо почне на месту оштећена да се јавља црвенкасти сок. Нарасте 10-30 цм  у пречнику, а крајеви шешира су танки, лоптасти и правилни. На горњој страни шешир је храпав и влажан, а нијанса црвене варира од јарко наранџасте до кестењасто смеђе. Када остари испод кожице шешира постане слузава. Цевчице су кратке и ваљкасте у почетку беле затим жућкасте и напослетку смеђе. Различите су дужине па распоредом помало подсећају на оргуље. Дршка је ако уопште и постоји врло кратка, цилиндрична и грбава.

## Микроскопија
Споре су црвене боје, огругласте, глатке, хијалине величине 4-6x5 µm. Базидијуми са четири споре су испуњене уљаним капљицама.

## Отисак спора
Отисак спора код говеђег језика је ружичасте боје.

## Јестивост
Јестива, али само док је млада и под условом да се уклони кожица и цевчице. Затим се остатак често држи у сланој води или расолу како би били излучени штетни танини. Након тога се оседи и зачињава по жељи.Ао се кува потребно је мало пролонгирати процес јер је месо жилаво.

## Сличне врсте
С обзиром на специфичан излед и микростаниште говеђи језик се не може помешати са другим врстама печурки.

## Галерија
- Fistulina hepatica
- Fistulina hepatica
- Fistulina hepatica